# Carex griersonii
Carex griersonii är en halvgräsart som beskrevs av Henry John Noltie. Carex griersonii ingår i släktet starrar, och familjen halvgräs. Inga underarter finns listade i Catalogue of Life.